# Ruth Mix

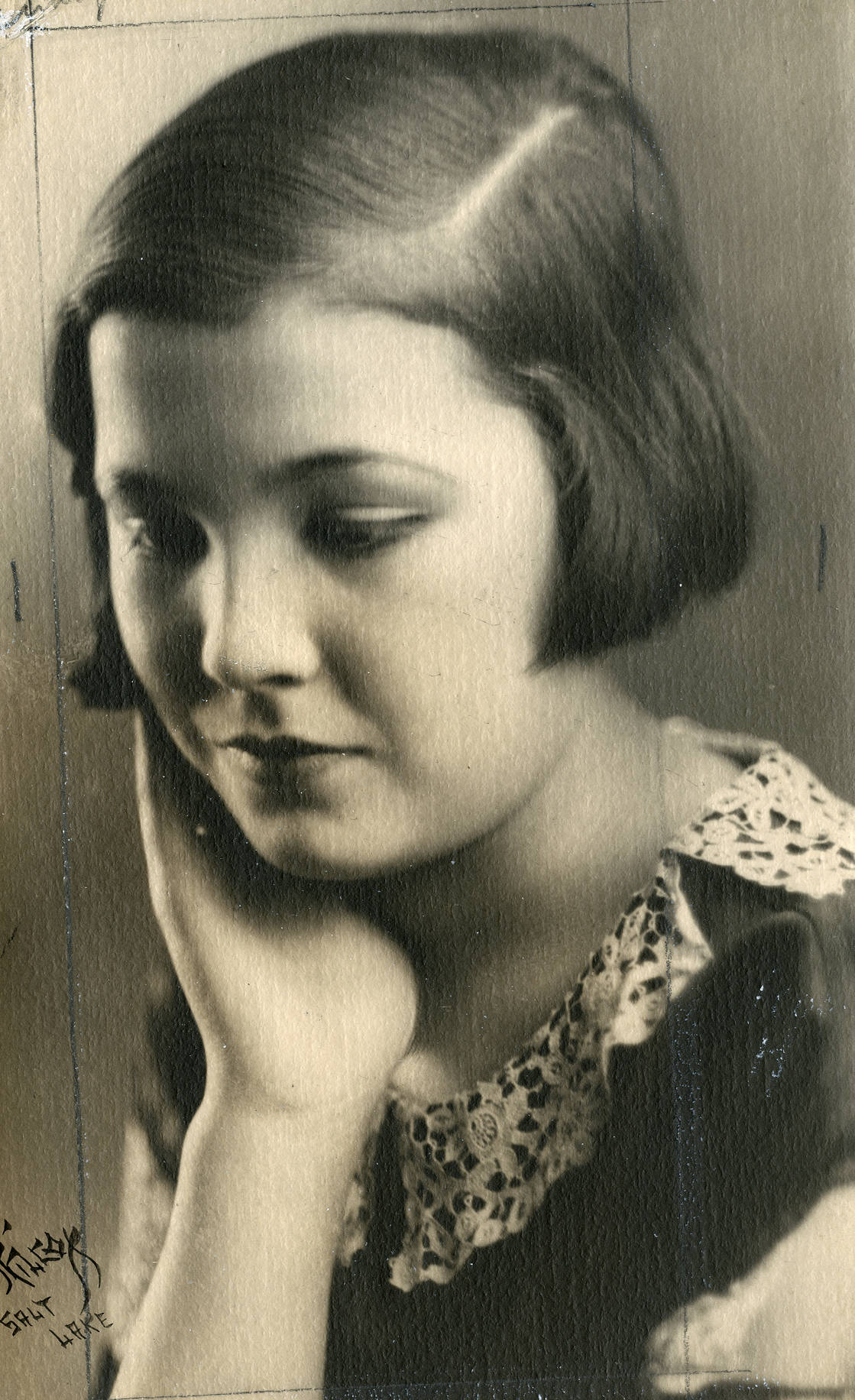
Ruth Mix in 1924

Ruth Jane Mix (Dewey, 13 juli 1912 – Corpus Christi, 21 september 1977) was een Amerikaans actrice en de oudste dochter van acteur Tom Mix.

## Biografie
Ruth Mix werd in 1912 geboren als enig kind van westernacteur Tom Mix en zijn derde echtgenote Olive Stokes. Toen ze vier was, gingen haar ouders uit elkaar. Tom hertrouwde daarna nog twee keer en werd in 1922 vader van nog een dochter. Ruth deed een aantal pogingen net zo succesvol te worden als haar vader in de filmindustrie, maar slaagde daar niet in. Ze sloot zich eind jaren 30 aan bij haar vaders wildwestshows en deed aan vaudeville. Nadat hij failliet ging, deed ze mee aan een wildwestshow bij de New York World's Fair en was ze (met haar vierde echtgenoot) onderdeel van een rodeoshow dat op fairs stond.
Mix is vijf keer getrouwd geweest. Ze trouwde in 1930 voor het eerst, op haar zeventiende. Dit huwelijk met acteur Douglas Gilmore werd in 1932 nietig verklaard. Hierna volgden huwelijken met Harry Knight (in 1935), met John A. Guthrie (in 1938), met Howard Cragg en uiteindelijk met William Hickman Hill. Met haar laatste echtgenoot kreeg Mix drie kinderen. Hij overleed in maart 1976, zij volgde hem ruim een jaar later in september 1977.
Haar zoon Hick Hill speelde in de jaren 60 in westernfilms.

## Filmografie (selectie)
- That Girl Oklahoma (1926)
- Tex (1926)
- Red Fork Range (1931)
- The Tonto Kid (1934)
- Fighting Pioneers (1935)
- Saddle Aces (1935)